# Bohumil Munzar
Bohumil Munzar (29. prosince 1897 Dvůr Králové nad Labem – 6. června 1922 Praha) byl český vojenský a zkušební pilot.

## Život
Po vyučení elektromechanikem byl v roce 1915 odveden k 18. pěšímu pluku rakousko-uherské armády v Hradci Králové. Dobrovolně se přihlásil k letectvu, u něhož prodělal pilotní výcvik v Szegedu a později stíhací kurz ve Vídeňském Novém Městě. 26. července 1917 získal rakouský pilotní diplom FAI číslo 739. Poté byl odeslán na italskou frontu, kde byl přidělen k elitní 55. letecké stíhací rotě (Fliegerkompagnie 55J). Zde se jako pilot letounu Albatros D.III (Oef) 7. prosince 1917 nedaleko Asiaga podílel na sestřelu italského dvoumístného stroje typu SAML a dosáhl hodnosti Korporal. 21. března 1918 však byl během útoku na pozorovací balón sám sestřelen italským esem poručíkem Silviem Scaronim, pilotujícím Hanriot HD.1, který tím dosáhl svého 16. vítězství. Po krátkém pobytu v zajetí se přihlásil do československých legií, kam byl 11. srpna 1918 přijat v hodnosti střelec. Jelikož chtěl nadále působit u letectva, což mu v Itálii nebylo umožněno, zažádal o přeložení do Francie, kde byl zařazen k 5. rotě československého 23. střeleckého pluku. První světová válka ale skončila dříve než mohl zahájit přeškolení na francouzské letouny. Absolvoval je až po válce, a 8. září 1919 se vrátil do vlasti, kde byl přidělen k 2. leteckému pluku v Olomouci. 15. prosince 1920 byl demobilizován, a stal se zalétávacím pilotem společnosti Avia. Zahynul 6. června 1922 při předváděcím letu stíhačky Avia BH-3, jejíž konstrukce se zhroutila, pravděpodobně poté, co nevydržela nadměrné namáhání.
Pohřben byl na hřbitově v rodném Dvoře Králové.